# Orange Park
Orange Park est une ville du comté de Clay, située dans la banlieue de Jacksonville, en Floride, aux États-Unis.

## Démographie
| 1880 | 1890 | 1900 | 1910 | 1920 | 1930 |
| ---- | ---- | ---- | ---- | ---- | ---- |
| 134  | 228  | 245  | 372  | 333  | 661  |

| 1940 | 1950  | 1960  | 1970  | 1980  | 1990  |
| ---- | ----- | ----- | ----- | ----- | ----- |
| 668  | 1 502 | 2 624 | 5 019 | 8 766 | 9 488 |

| 2000  | 2010  | - | - | - | - |
| ----- | ----- | - | - | - | - |
| 9 081 | 8 412 | - | - | - | - |